# استعمار دوره باستان

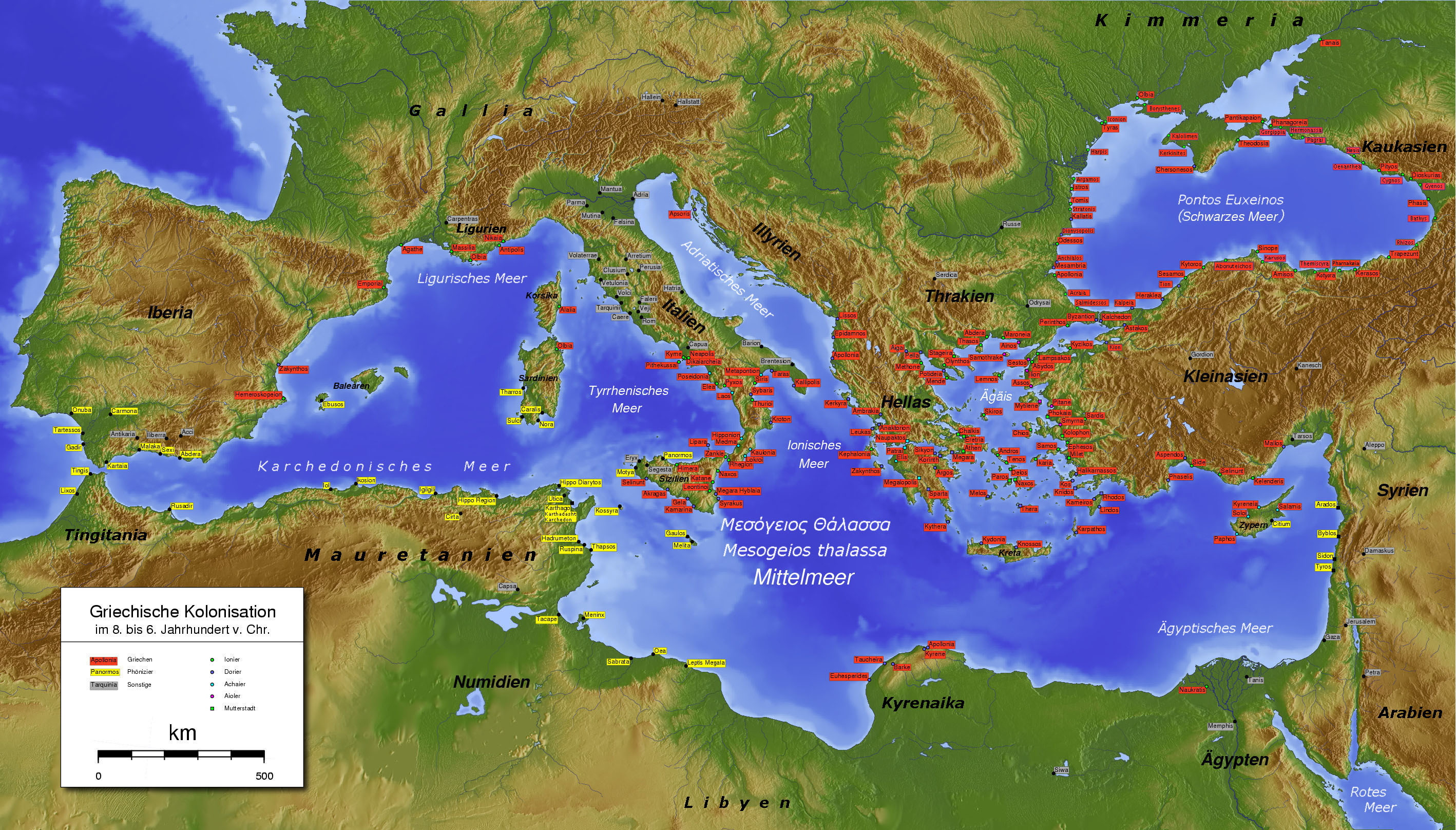
مدیترانه در حدود سده ششم پیش از میلاد. شهرهای فنیقی در این نقشه به رنگ زرد، شهرهای یونانی به رنگ سرخ و دیگر شهرها به رنگ خاکستری نشان داده شده‌اند.

استعمار دورهٔ باستان اولین دوره از استعمار در سطح جهان است. تاریخ استعمارگری با دست‌اندازی فنیقی‌ها بر کرانه‌های دریای مدیترانه آغاز می‌شود. فنیقی‌ها در قرن‌های یازدهم تا نهم پیش از میلاد به استعمار حوزهٔ مدیترانه پرداختند و نخست در تیره و سپس در کارتاژ چندین کوچ‌نشین در سراسر کرانهٔ شمالی آفریقا به وجود آوردند. نامدارترین ماندگاه آنان، یعنی کارتاژ، خود رفته-رفته دولت استعمارگر و امپراتوری پهناوری شد که در اوج عظمت خود از سیرنه لیبی تا کرانهٔ شبه جزیرهٔ ایبری (در جنوب غربی اروپا، شامل اسپانیا و پرتغال) دامنه داشت. هدف اصلی از ایجاد این کوچ‌نشین‌ها گسترش بازرگانی بود.
همزمان با فنیقی‌ها، یونانی‌ها هم به جستجوی مستعمره پرداختند، اما نوع استعمار و انگیزهٔ مستعمره‌سازی یونانی‌ها با فینقی‌ها تفاوت عمده داشت. بعضی از کوچ‌نشین‌های یونانی، مانند ماندگاه‌های فنیقی، برای تجارت و گسترش بازرگانی برپا می‌شد، ولی انگیزه‌های سیاسی و حادثه‌جویی و فشار افکار عمومی هم از عوامل عمدهٔ مهاجرت یونانی‌ها از شهرهای یونانی بود. نظام حکومت در مستعمره‌های یونان با نظام حکومت در مستعمره‌های امروز همانندی چندانی نداشت. تمام مستعمره‌های یونان، به جز مستعمره‌های دولتشهر آتن، استقلال کامل داشتند و تنها از لحاظ نظامی و اقتصادی به دولت اصلی وابسته بودند و مهم‌تر آنکه به مستعمره از آغاز استقلال داده می‌شد.
شیوهٔ استعمارگری روم نیز دگرگونه بود. این دولت بیشتر در خشکی و از راه فتح نظامی به گسترش خاک خود می‌پرداخت. در دورهٔ امپراتوری روم، مستعمره‌ها، در واقع، پایگاه‌هایی برای پراکندن فرهنگ رومی بودند. پس از برافتادن امپراتوری روم تا برآمدن اروپا در قرن‌های پانزدهم و شانزدهم، نمونه‌های بارز دولت‌های استعمارگر دولت‌شهرهای ایتالیا در کرانه‌های مدیترانه بودند. در سده‌های دوازدهم و سیزدهم جنوا و ونیز و مستعمره‌هایی در کرانه‌های اسپانیا و سرزمین‌های بربرنشین (مراکش، تونس، الجزایر) و نیز در دالماسی و جزایر یونان داشتند. این مستعمره‌ها، مانند مستعمره‌های فنیقی، بیشتر قرارگاه‌های تجارتی بودند.